# Danae turneri
Danae turneri es una especie de coleóptero de la familia Endomychidae.

## Distribución geográfica
Habita en  Natal en (Sudáfrica).